# Divize B 1974/1975
V soubojích 9. ročníku České divize B 1974/75 se utkalo 14 týmů dvoukolovým systémem podzim – jaro. Tento ročník fotbalové soutěže začal v srpnu 1974 a skončil v červnu 1975.

## Nové týmy v sezoně 1974/75
Z 3. ligy – sk. A 1973/74 sestoupilo do Divize B mužstvo TJ Sklo Union Teplice "B". Z krajských přeborů ročníku 1973/74 postoupila vítězná mužstva TJ SONP Kladno "B" ze Středočeského krajského přeboru, TJ Dynamo Doksy ze Severočeského krajského přeboru a ČAFC Praha ze Pražského přeboru. Také sem byla přeřazena mužstva TJ Xaverov Horní Počernice a TJ Admira Praha 8 z Divize C.

## Výsledná tabulka
Zdroj: 
| Poř. | Tým                        | Z  | V  | R | P  | VG | OG | B  |
| ---- | -------------------------- | -- | -- | - | -- | -- | -- | -- |
| 1.   | TJ Sklo Union Teplice "B"  | 26 | 17 | 7 | 2  | 32 | 7  | 41 |
| 2.   | TJ Xaverov Horní Počernice | 26 | 12 | 9 | 5  | 32 | 21 | 33 |
| 3.   | TJ Slavoj Braník           | 26 | 13 | 6 | 7  | 35 | 25 | 32 |
| 4.   | SK Rakovník                | 26 | 13 | 5 | 8  | 40 | 29 | 31 |
| 5.   | TJ SONP Kladno "B"         | 26 | 11 | 7 | 8  | 38 | 23 | 29 |
| 6.   | SK Roudnice nad Labem      | 26 | 12 | 3 | 11 | 48 | 35 | 27 |
| 7.   | TJ Admira Praha 8          | 26 | 8  | 8 | 10 | 32 | 31 | 24 |
| 8.   | TJ SK Modřany              | 26 | 11 | 2 | 13 | 37 | 45 | 24 |
| 9.   | TJ Dynamo Doksy            | 26 | 9  | 6 | 11 | 36 | 44 | 24 |
| 10.  | ČAFC Praha                 | 26 | 9  | 6 | 11 | 30 | 38 | 24 |
| 11.  | TJ KŽ Králův Dvůr          | 26 | 7  | 6 | 13 | 35 | 51 | 20 |
| 12.  | TJ Lokomotiva Kladno       | 26 | 7  | 6 | 13 | 26 | 38 | 20 |
| 13.  | Radotínský SK              | 26 | 7  | 5 | 14 | 31 | 36 | 19 |
| 14.  | TJ Slavoj Litoměřice       | 26 | 6  | 4 | 16 | 29 | 58 | 16 |

Poznámky:
- Z = Odehrané zápasy; V = Vítězství; R = Remízy; P = Prohry; VG = Vstřelené góly; OG = Obdržené góly; B = Body

|  | Postup do 3. ligy – sk. A 1975/76                |
|  | Sestup do příslušného oblastního přeboru 1975/76 |